# 圣玛洛教堂 (鲁昂)

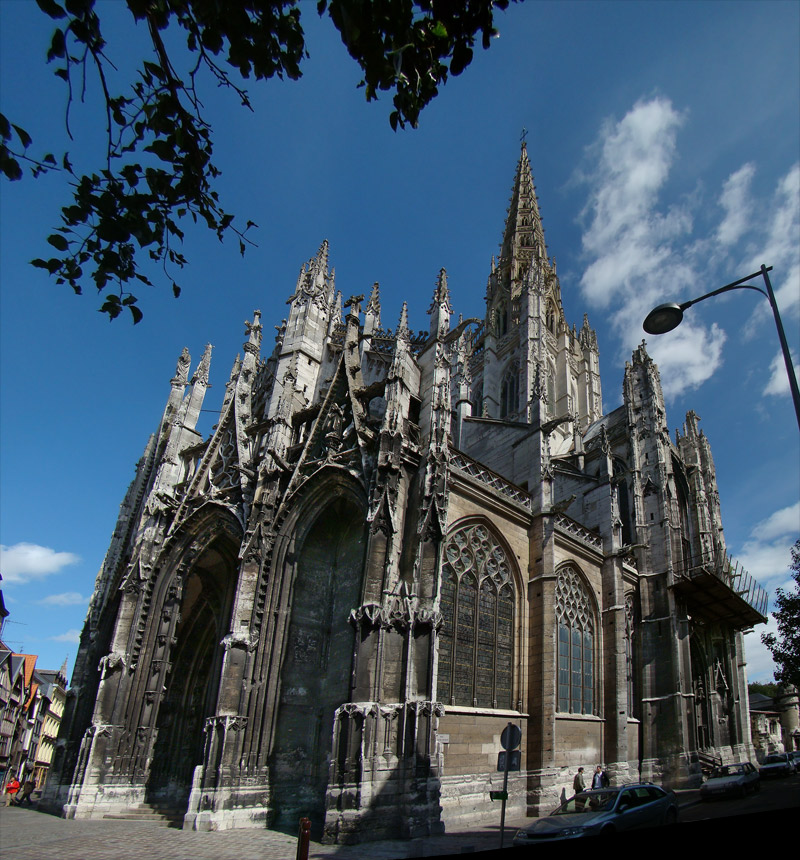
圣玛洛教堂

圣玛洛教堂（法语：Église Saint-Maclou）是法国鲁昂一座华丽的罗马天主教教堂。圣玛洛教堂和鲁昂主教座堂、圣旺教堂一同被视为鲁昂最好的哥特式建筑之一。
圣玛洛教堂的赞助人是当地的富裕商人，在14世纪和15世纪，鲁昂的社会和经济经历了巨大的增长。富裕商人负责挑选石匠，以及确定教堂的整体风格。